# Oslanka
Oslanka – szczyt na Uralu Północnym o wysokości 1119 metrów. Oslanka znajduje się w obwodzie permskim, około 210 km na północny wschód w linii prostej od Permu i około 15 km od najbliższego większego miasta (Troickoje).